# Lagenaria rufa
Lagenaria rufa är en gurkväxtart som först beskrevs av Ernest Friedrich Gilg, och fick sitt nu gällande namn av John Frederick Jeffrey. Lagenaria rufa ingår i Flaskkurbitssläktet som ingår i familjen gurkväxter. Inga underarter finns listade i Catalogue of Life.